# Baptême pour les morts
Le baptême pour les morts a été pratiqué par plusieurs Églises chrétiennes ainsi que certaines religions non chrétiennes. Dans cette pratique, une personne vivante représentait une personne décédée et recevait le baptême pour le défunt. Certaines Églises chrétiennes et religions non chrétiennes pratiquent encore ce sacrement.

## Baptême pour les morts

### Histoire

#### Auteurs anciens
Au temps des apôtres, Paul a posé cette question : « Autrement, que feraient ceux qui se font baptiser pour les morts ? Si les morts ne ressuscitent absolument pas, pourquoi se font-ils baptiser pour eux ? » (1 Corinthiens 15:29). 
Le théologien mormon Christian Euvrard nous dit ceci : « Certains auteurs suggèrent que le baptême pour les morts a été pratiqué par certains groupes de premiers chrétiens et que cette pratique s'est poursuivie au moins jusqu'à la fin du IVe siècle » .
Ambrosiaster, auteur latin qui vivait sous le pontificat de Damase Ier (366-384), à propos de la déclaration de Paul dans son premier épître au Corinthiens (15:29) : « Paul souhaite montrer combien la résurrection des morts est sûre et ferme en donnant l'exemple de ceux qui étaient si certains de la future résurrection qu'ils étaient baptisés pour ceux qui étaient morts avant d'avoir pu être baptisés. Craignant que quiconque qui n'avait pas été baptisé ne ressusciterait pas du tout, ou ressusciterait pour être damné, une personne vivante était baptisée au nom du défunt. ».
La position d'Ambrosiaster est adoptée par de nombreux auteurs, dont le théologien et philosophe saint Thomas d'Aquin (1224/25-1274).
Saint Jean Chrysostome (344/349-407) explique que chez les marcionites, « quand un catéchumène mourait, une personne vivante s'étant cachée sous le lit du défunt, ils s'approchaient du mort et lui parlaient lui demandant s'il voulait recevoir le baptême. Comme il ne répond pas, celui qui est caché en dessous répond pour lui disant qu'il veut être baptisé. Ainsi, ils le baptisent à la place de celui qui est mort, comme s'ils jouaient sur une scène... Si, indépendamment des morts, nous pouvons décider ou changer leur destinée éternelle, alors le fait qu'ils soient damnés ou sauvés ne peut plus être attribué à leurs fautes ou à leurs mérites, mais aux nôtres. Ce serait notre responsabilité ! ».
Épiphane de Salamine, évêque et théologien du quatrième siècle, disait à propos des marcionites, une Église chrétienne à laquelle il était opposé : « Dans ce pays — je veux dire l'Asie — et même en Galatie, leur école était très florissante ; et une tradition nous est parvenue à leur sujet : quand un des leurs mourait sans baptême, ils avaient coutume d'en baptiser d'autres en son nom, de peur qu'à la résurrection il ne fût puni pour n'avoir pas été baptisé. ».
Saint Philastre de Brescia (IVe siècle) dit des Cathaphrygiens (dont Montanus de Phrygie) : « Ces gens baptisent les morts ».
Saint Grégoire de Nazianze (329-390), théologien et docteur de l'Église, reproche à un vieil homme de remettre à plus tard son baptême lui demandant avec ironie : « Attends-tu toi aussi d'être baptisé après que tu sois mort ? 
Le quatrième canon du synode d'Hippone, qui a eu lieu en 393, déclare : « L'Eucharistie ne doit pas être accordée à des cadavres, ni le baptême qui leur est conféré ». La décision fut confirmée quatre ans plus tard, dans le sixième canon du troisième conseil de Carthage.
Le concile de Carthage de 397 confirme le synode d’Hippone et condamne toute administration du baptême pour les morts. Le 6e canon du concile déclare : « Prenez garde que l'ignorance des frères ne les conduise à croire que les morts peuvent être baptisés. ».
Saint Bruno de Segni, théologien du douzième siècle, écrivait que certains chrétiens du Nouveau Testament « se baptisaient à la place d'un parent mort qui n'avait jamais entendu l'évangile, assurant ainsi le salut d'un père ou d'une mère dans la résurrection »
D'autres références sont à noter chez saint Irénée de Lyon, évêque de Lyon au IIe siècle, saint Épiphane de Salamine, évêque et théologien du IVe siècle, et Théodoret de Cyr (393-460), évêque, théologien et historiographe de langue grecque.

#### Auteurs modernes
Bernard Mary Foschini, auteur d'une série d'articles parus en 1950 et 1951 dans la revue Catholic Biblical Quaterly, écrit à propos de l'affirmation de Paul : « Nous concédons volontiers que le mot baptizesthai doive être accepté dans un sens sacramentel... De plus, la façon de procéder de Paul indique clairement que dans 1Co 15,29 il parle de quelque chose qui est bien connu et qui peut être le plus convenablement rendu par le sacrement du baptême. » Il reconnaît aussi que la préposition hyper (« à la place de, au nom de ») est correcte même s'il existe la préposition anti souvent utilisée dans ce sens. Il rappelle aussi que l'argument qui revient à dire que Paul cite la pratique sans l'approuver se heurte d'après les défenseurs du baptême vicarial à deux problèmes : « a) un tel argument serait sans valeur, et b) il ressort du contexte que non seulement Paul ne réprouve pas mais au contraire soutient la pratique mentionnée dans 1Co 15,29. Nous considérons cette opinion comme la plus simple et la plus probable car elle semble plus conforme à la paléographie, au style paulinien, à la nature du baptême, à la signification de la préposition hyper, et aux mots ton nekron. »
Jérôme Murphy-O'Connor (1935), prêtre dominicain, sommité en matière paulinienne et depuis 1967 professeur de Nouveau Testament à l'École biblique de Jérusalem : « Les commentaires les plus récents de 1Co 15,29 s'accordent tous à penser que ce verset parle d'une coutume à Corinthe par laquelle des membres de la communauté étaient baptisés en faveur de parents et d'amis chers qui n'avaient pas reçu le sacrement. Une telle unanimité reflète un consensus dont la base, déclare-t-on, est le texte lui-même. On nous dit qu'une lecture impartiale du verset suggère immédiatement et naturellement une telle pratique. Les autres opinions n'auraient été proposées qu'à cause du fait que les érudits (pour des raisons dogmatiques ou autres) n'auraient pu se résoudre à admettre l'existence d'une coutume si bizarre. »
Sergeï Antonenko, spécialiste russe de la religion, déclare que le baptême par procuration des morts a ses racines dans le christianisme antique : « Ceux qui sont avancés dans l’étude de la religion peuvent conclure que le baptême par procuration a existé dans l'histoire de l'Église chrétienne. » Citant comme exemple la déclaration explicite de l’apôtre Paul sur le sujet (voir 1Co 15,29), il continue : « La signification directe [littérale] du verset implique que ‘le baptême pour les morts’ pour les anciens chrétiens était la confirmation de leur foi — de leur croyance en la résurrection. » 
Selon Antonenko, il est évident que le baptême pour les morts a été pratiqué dans certaines des premières communautés chrétiennes jusqu'à ce qu'il soit interdit par décret du Concile de Carthage. La tradition des baptêmes posthumes a continué à exister dans les périodes postérieures. On la connaissait aussi dans la Russie ancienne. En 1044, Iaroslav, surnommé le Sage, grand duc pieux de Kiev [capitale de la République actuelle d’Ukraine], a introduit [physiquement] dans l'église deux de ses oncles, Oleg et Jaropolk, qui étaient morts bien avant cela et étaient officiellement païens [non baptisés au moment de leur décès]. Dans ce cas-ci on peut difficilement parler de baptême par procuration. Les chroniques disent que les os des ducs furent exhumés des tombeaux, baptisés et puis enterrés dans la cathédrale de la Sainte Vierge des Dîmes. Au sujet d'Oleg et de Jaropolk, on sait qu'ils ont été élevés et éduqués par leur grand-mère, la grande duchesse Olga, et qu'ils croyaient au Christ et que s’ils n’ont pas été baptisés, c’est à cause de circonstances défavorables… tués dans des querelles intestines.
Iaroslav le Sage était convaincu que c'était son devoir d’aider ses oncles décédés prématurément à mener à bonne fin leur choix chrétien… le baptême des morts fut accompli officiellement dans l'église construite par saint Vladimir.
John A. Tvedtnes, spécialiste de l'hébreu et du christianisme primitif à l'université (mormone) Brigham Young, en Utah, écrit : « Que le baptême pour les morts soit en effet pratiqué dans certains milieux chrétiens orthodoxes, est mentionné par les décisions des deux conciles de la fin du IVe siècle. »
La International Standard Bible Encyclopédia dit que des commentateurs ont proposé entre trente et quarante autres interprétations, plus ou moins tendues, des propos de Paul dans sa première épître aux Corinthiens. La plupart de ces autres interprétations tournent autour de l'idée que Paul a soit simplement essayé de souligner la contradiction dans les pratiques propres aux Corinthiens, ou que le libellé décrit quelque chose d'autre que la réalité physique du baptême.

## La pratique du baptême pour les morts aujourd'hui

### Église de Jésus-Christ des saints des derniers jours

#### Fondement doctrinal et pratique
Des baptêmes pour les morts sont pratiqués par procuration dans des temples par les membres de l'Église de Jésus-Christ des saints des derniers jours.
Selon la doctrine de l'Église de Jésus-Christ des saints des derniers jours, l'Évangile est enseigné aux morts dans le monde des esprits où ils ont l'occasion d'accepter librement les sacrements accomplis pour eux dans cette vie. Ces sacrements ne prennent effet qu'après acceptation des destinataires.
Les saints des derniers jours font des recherches généalogiques pour découvrir les noms et dates de naissance de leurs ancêtres afin que les ordonnances salvatrices (baptême, confirmation, ordination, dotation, mariage, scellement aux parents et aux enfants) soient accomplies pour eux.
Selon l'Église de Jésus-Christ des saints des derniers jours, la pratique du baptême pour les morts est fondée sur une révélation reçue par le prophète Joseph Smith. Il a d'abord enseigné cette doctrine lors d’un sermon à l'enterrement d'un membre décédé de l'Église, Seymour Brunson. Dans une lettre écrite le 19 octobre 1840, au Collège des douze apôtres de l'Église qui étaient en mission au Royaume-Uni à l'époque, Smith fait référence à 1Co 15,29 :
« Je suppose que la doctrine du 'baptême pour les morts' a atteint vos oreilles, et a peut-être soulevé quelques questions dans votre esprit. Je ne peux pas dans la présente lettre vous donner toutes les informations que vous pouvez désirer sur le sujet, mais indépendamment de la connaissance de la Bible, je dirais que cela a certainement été pratiqué par les anciennes Églises, et Paul  s'efforce de prouver la doctrine de la résurrection de la même façon, et dit : « Autrement, que feraient ceux qui se font baptiser pour les morts ? Si les morts ne ressuscitent absolument pas, pourquoi se font-ils baptiser pour eux ? »
Les saintes Écritures de l'Église de Jésus-Christ des saints des derniers jours enseignent cette doctrine et précisent que de tels baptêmes par procuration sont à effectuer dans des temples.
Le baptême par procuration est effectué dans les temples de l'Eglise de Jésus-Christ des saints des derniers jours, comme le sont d'autres sacrements tels que la dotation et de mariage céleste.
Le baptême pour les morts, ou baptême par procuration, est la pratique religieuse de baptiser une personne vivante en lieu et place d'une personne décédée, pour le bénéfice de cette dernière.
Le baptême pour les morts est pratiqué depuis 1840 dans l'Église de Jésus-Christ des saints des derniers jours,,.
Ce baptême ne s'effectue que dans des temples. Selon la théologie du mormonisme, le baptême pour les morts est non seulement mentionné dans le Nouveau Testament, mais cette mention est comprise comme étant une prescription (voir 1Co 15,29).
L'Église de Jésus-Christ des saints des derniers jours s'appuie sur la révélation moderne et les références bibliques suivantes :

« Pour dire aux captifs : Sortez ! Et à ceux qui sont dans les ténèbres  Paraissez ! »

— Ésaïe 49,9.

« Il ramènera le cœur des pères à leurs fils, et le cœur des fils à leurs pères, de peur que je ne vienne frapper le pays d'interdit . »

— Malachie 3,24.

« Autrement, que feraient ceux qui se font baptiser pour leur morts ? si les morts ne ressuscitent absolument pas, pourquoi se font-ils baptiser pour eux ? »

— 1 Corinthiens 15,29.

« En effet, Christ aussi est mort une seule fois pour les péchés, lui juste pour des injustes, afin de vous amener à Dieu. Mis à mort selon la chair, il a été rendu vivant selon l'Esprit. Par cet esprit, il est aussi allé prêcher aux esprits en prison. »

— 1 Pierre 3,18-19.

« C'est pour cela, en effet, que les morts aussi ont été évangélisés afin qu'après avoir été jugés selon les hommes quant à la chair, ils vivent selon Dieu quant à l'Esprit. »

— 1 Pierre 4,6.

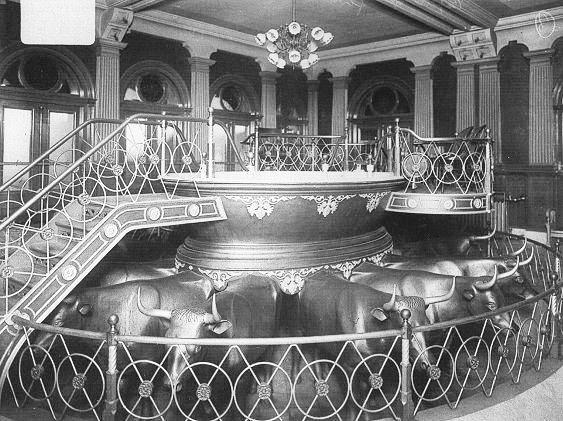
Baptistère du Temple de Salt Lake.

Dans tous les temples de l'Église de Jésus-Christ des saints des derniers jours, les fonts baptismaux reposent sur le dos de douze bœufs représentant les douze tribus d'Israël.
Les membres de l'Église de Jésus-Christ des saints des derniers jours croient que le baptême est une condition préalable à l'entrée dans le royaume de Dieu, selon l'enseignement de Jésus : « En vérité, en vérité je te le dis, si un homme ne naît d’eau et d'Esprit, il ne peut entrer dans le royaume de Dieu » (Jean 3:5).

#### Opposition et controverses
Bien que l'Église de Jésus-Christ des saints des derniers jours considère que c'est un grand service que d'accomplir des sacrements par procuration pour les défunts, certains non-mormons se sont offensés de cette pratique. Sensible à la question du baptême par procuration pour les non-mormons qui n'ont pas de lien de parenté avec des membres de l'Église, l'Église au cours des dernières années a publié des instructions limitant l'accomplissement des sacrements du temple aux ancêtres directs des membres de l'Église.

##### Catholiques
En 2008, une directive de la Congrégation vaticane pour le Clergé a été envoyée aux diocèses catholiques pour empêcher l'Église de Jésus-Christ des saints des derniers jours de microfilmer et de numériser les informations contenues dans les registres de sacrements catholiques de sorte que les personnes dont les noms y figurent ne reçoivent pas le baptême mormon. Le Vatican avait déjà déclaré en 2001 que le baptême mormon était non valide,,,.

##### Juifs et victimes de la Shoah
En 1994, des Juifs ont été outrés de découvrir que les mormons baptisent des morts juifs et des victimes de l'holocauste. Des noms ont été extraits de deux livres en mémoire de l'holocauste, le Gedenkbuch et le Memorbuch. Les noms du premier livre ont été extrait à la suite d'initiative individuelles, pour le second il s'agirait d'un programme de l'église mormone.

### Mouvements issus du mormonisme
Le baptême pour les morts est pratiqué par plusieurs groupes religieux issus du mormonisme. Certains membres de l’Église réorganisée de Jésus-Christ des saints des derniers jours, connue maintenant sous le nom de Communauté du Christ croient également au baptême pour les morts, mais n'ont jamais été officiellement sanctionnés par cette organisation, et furent considérés comme hautement controversés.
Une révélation et deux lettres écrites par Joseph Smith concernant le baptême pour les morts ont été retirées du canon scripturaire de l'Église réorganisée lors d’une conférence générale, en 1970.

### Autres Églises chrétiennes
Les baptêmes par procuration sont pratiqués par l'Église apostolique, l'Église apostolique réformée et l'Église néo-apostolique.

### En dehors du christianisme
En dehors du christianisme, les baptêmes par procuration sont pratiqués par les mandéens de l'Irak et l'Iran et par certaines religions des Indiens d'Amérique.

### Points de vue neutres à propos du baptême pour les morts
- Baptism for the Dead The BBC's Religion and Ethics report
- Directions: Did Paul Baptize for the Dead? From Christianity Today

### Points de vue alternatifs  à propos du baptême pour les morts
- New Schaff-Herzog Encyclopedia of Religious Knowledge, at Christian Classics Ethereal Library
- Catholic Answers
- Witnesses 86 - Baptism for the Dead, in Baptism's 91 Witnesses

### En faveur du baptême pour les morts
- Ancient Sources for Baptism of the Dead By Krister Stendahl
- Questions about Baptism for the Dead By Jeff Lindsay

### Opposition au baptême pour les morts
- A chronology of the issue of Mormon baptisms of Jewish Holocaust victims
- LDS Struggle to Keep Proxy Baptisms Appropriate The Salt Lake Tribune, by Bob Mims
- Réponse de l'Eglise aux Juifs nov 2008